# Žene u antičkom Rimu
Žene u antičkom Rimu, koje su bile rođene slobodne, smatrane su građankama (cives), ali nisu mogle glasati i obavljati političke funkcije. Zbog njihove ograničene uloge u javnom životu rimski istoričari žene spominju ređe nego muškarce. Međutim, premda rimske žene nisu imale neposrednu političku moć, one koje su poticale iz bogatih ili moćnih porodica mogle su vršiti uticaj putem privatnih pregovora. Među Rimljankama koje su nesumnjivo ostavile traga u istoriji nalaze se polulegendarne Lukrecija i Klaudija Kvinta, čiji su doživljaji poprimili mitski značaj; snažne žene iz doba republike kakve su bile Kornelija, majka braće Grakha, i Fulvija, koja je zapovedala vojskom i izdavala novac sa svojim likom; žene iz julijevsko-klaudijevske dinastije, pre svih Livija, koja je doprinela osnivanju carskih običaja (mores); te carica Helena, koja je značajno doprinela širenju hrišćanstva.
Kao i u slučaju muškaraca, žene koje pripadaju eliti i njihova politički važna dela nadmašuju u istorijskom pamćenju one nižeg društvenog statusa. Na natpisia i epitafima iz svih delova Rimskog carstva nalaze se imena mnogih žena, ali retko kad pružaju neke dodatne informacije o njima. Neki živi opisi svakodnevnog života sačuvani su u rimskim književnim delima, naročito u komediji, satiri i poeziji, kao što su Katulove i Ovidijeve pesme, koje često daju uvid u sliku žena u rimskim trpezarijama i budoarima, na sportskim i pozorišnim događajima, u kupovini, prilikom šminkanja, u bavljenju magijom ili u brizi oko trudnoće ― no sve su te slike date očima muškaraca. U Ciceronovim se pismima, na primer, vidi kako je ovaj veliki čovek u neformalnim prilikama saobraćao sa svojom suprugom, Terencijom, i sa svojom kćerkom, Tulijom, kao što njegovi govori prekorno ukazuju na raznovrsne načine na koje su rimske žene mogle uživati seksualnu nezavisnost i društveno slobodan život.
Jedini važan javni položaj koji je bio rezervisan isključivo za žene bio je u sferi religije: sveštenički položaj Vestalke. Oslobođene obaveze da se udaju ili da imaju decu, Vestalke su se posvećivale ritualima koji su se držali nužnim za sigurnost i opstanak rimske države, a koje nisu mogli obavljati sveštenički kolegiji sastavljeni od muškaraca.

## Detinjstvo i obrazovanje
Rimska deca igrala su se različitim igrama, a njihove su igračke poznate zahvaljujući arheološkim nalazima i književnim izvorima. U rimskoj umetnosti devojčice su često prikazane kako se igraju istim igračkama kao i dečaci, kao što su lopte, obruči i zglavci. U nekim dečjim grobovima pronađene su lutke, uglavnom 15–16 cm visoke (oko polovine barbike), imaju zglobne udove i napravljene su od drveta, terakote ili od kostiju i slonovale. Kad bi postale punoletne, devojčice su svoje lutke posvećivale Dijani, boginji koja je bila najviše povezana s devojaštvom, ili Veneri, kad su se pripremale za brak.
Neke, možda i mnoge devojčice pohađale su javnu osnovnu školu. Ovidije i Marcijal nagoveštavaju da su dečaci i devojčice bili školovani zajedno ili na sčičan način, a Tit Livije uzima zdravo za gotovo da će centurionova kći ići u školu. Deca iz viših društvenih slojeva učila su i grčki i latinski već od ranog detinjstva. I dečaci i devojčice učili su se ispravnom društvenom ponašanju tako što su pohađali večernje gozbe i druge događaje. I jedni i drugi učestvovali su na religijskim svetkovinama, pevali su službene pesme u horovima, na primer prilikom Sekularnih igara 17. godine p. n. e..
Žene iz viših društvenih slojeva bile su, kako se čini, dobro obrazovane, neke i izuzetno, i rimski istoričari ponekad hvale njihovu učenost i kulturu. Kornelija Metela, mlada supruga Pompeja Velikog, bila je poznata po svojoj muzikalnosti i poznavanju geometrije, književnosti i filozofije. Ovako svestrana učenost ukazuje na neko formalno obrazovanje. Ali, budući da u javnom životu žene nisu imale nikakvih zvaničnih uloga, životi dečaka i devojčica počeli bi se drastično razlikovati nakon sticanja punoletstva, a spomenici ženama mnogo češće odaju priznanje njihovim kvalitetima u vođenju domaćinstva nego njihovim intelektualnim postignućima. Veštine potrebne rimskoj matroni za vođenje domaćinstva zahtevale su obuku, i majke su verovatno svoje znanje prenosile kćerkama na način koji je bio prikladan njihovom društvenom položaju, imajući u vidu značaj koji se u rimskom društvu pripisivao tradiciji, tj. "običaju predaka" (mos maiorum).

## Žena u porodici i pravu

### Žena kao kći
I kćerke i sinovi bili su potčinjeni vlasti oca porodice (patria potestas), odnosno vlasti koju je uživao njihov otac kao starešina domaćinstva (familia). Rimsko se domaćinstvo smatralo kolektivom (corpus = "telo") nad kojim je otac pororoce (pater familias) imao nadmoć (dominium). Robovi, koji nisu nikakvih zakonskih prava, smatrani su imovinom koja je deo domaćinstva. Početkom carskog razdoblja pravni položaj kćerki gotovo se nije ni razlikovao od položaja sinova. Ako bi otac umro bez oporuke (intestatus), njegova je kćerka uživala isto pravo u raspodeli ostavštine kao i sin, iako se u 2. veku p. n. e.. pokušalo ograničiti to pravo. Čak i nezavisno od pravnog statusa, čini se da su kćerke u rimskoj porodici bile jednako cenjene i uvažavane kao i sinovi, premda su sinovi bili ti od kojih se očekivalo da doprinesu ugledu porodice prateći oca u državnim prilikama.
Otac porodice imao je pravo i dužnost pronaći muža svojoj kćerki, pa su brakovi uglavnom bili dogovoreni. U teoriji, dečak i devojčica morali su imati dovoljno godina života da bi dali saglasnost za brak, ali za devojčice starosna granica za stupanje u brak bila je 12, a za dečake 14 godina, iako se čini da su dečaci najčešće stupali u brak kasnije, u proseku u dobi od 19 godina. U višim društvenim slojevima za granicu između detinjstva i adolescencije uzimala se 14. godina života, ali zaruke su se mogle sklopiti i ranije, dok su deca još bila premlada za sklapanje braka, a devojke iz plemićkih porodica u načelu su se udavale mlađe nego devojčice iz nižih slojeva. Većina devojaka udavala se u kasnim tinejdžerskim i ranim dvadesetim godina. Od devojke iz aristokratske porodice očekivalo se da pre udaje bude devica, na šta bi ukazivala i njena mladost. Kćerka je imala pravo odbiti brak koji su joj ugovorili roditelji jedino ako dokaže da je predloženi mladoženja nedostojnog karaktera.
U doba rane republike nevesta je postajala podložna moći (potestas) svog supruga, ali u manjoj meri nego njihova deca. Međutim, do početka carstva pravni odnos kćerke i njenog oca ostajao je na snazi i nakon njene udaje, pa čak i nakon što se ina već preselila u muževljev dom. Taj je aranžman bio jedan od faktora koji je rimskim ženama obezbeđivao određeni stupanj nezavisnosti, kakav nije postojao u većini drugih društava, od antike pa sve do ranog novog veka: premda je ona zakonski bila odgovorna svom ocu, njen svakodnevni život nije se odvijao pod njegovih neposrednim nadzorom, a njen suprug zakonski nije imao nikakvu vlast nad njom.
Od kćerke se očekivalo da poštuje oca i ostane mu odana, čak i ako je to značilo sukob s muževljevim mišljenjem. No, to "poštovanje" nije uvek bilo apsolutno. Nakon što je ugovorio prva dva braka za svoju kćerku, Ciceron se ― ispravno, kako će se ispostaviti ― usprotivio njenom vlastitom izboru nepouzdanog Dolabele za trećeg muža, ali nije mogao ništa učiniti da bi sprečio taj brak.
Kćerka je celog života zadržavala svoje porodično ime (nomen) i nije preuzimala muževljevo. Deca su obično nosila očevo ime. Međutim, u carsko doba deca bi ponekad svome imenu dodala i majčino porodično ime, ali bi ga čak u potpunosti preuzela umesto vlastitog imena.

### Žena i pravo
Premda su prava i položaj žena u najstarijem razdoblju rimske istorije bili ograničeni u odnosu na njihova prava u doba pozne republike (146‒30. p. n. e.) i carstva, RImljanke su već u 5. veku p. n. e.. mogle posedovati zemljište, pisati vlastite oporuke i pojavljivati se na sudu. Istoričar Valrije Maksim jedan odeljak svog spisa O znamenitim rečima i delima posvećuje ženama koje su na sudu zastupale sebe ili druge osobe. Te su se žene pokazale kao vešte u držanju govora u sudnici, iako je govorništvo smatrano jednom od glavnih delatnosti ambicioznih muškaraca u rimskoj državi. Jedna od tih žena, Mezija Sentina, nosi ime koje je određuje kao stanovnicu grada Sentina, a ne, kako bi to zahtevali običaji, ime koje je određuje u odnosu na nekog muškarca, bilo oca bilo muža. Ova se Mezija pojavila na sudu i sama iznela svoju odbranu i nakon dosta kratkog suđenja gotovo je jednoglasno oslobođena optužbe zahvaljujući snažnom i delotvornom govoru koji je održala. Međutim, kako su se sve te karakteristike smatrale karakterističnim za muškarce, Valerije Maksim verovao je da se ispod njenog ženstvenog izgleda krio "muški duh" te je ona otada bila poznata kao "Androgina" (Androgyne).
Sposobnost Mezije Sentine da svoj slučaj predstavi "pažljivo i snažno" (diligenter et fortiter) implicira da su žene, iako se nisu redovno pojavljivale na javnom sudu, ipak imale iskustvo u privatnim deklamacijama i na porodičnom sudu. Afranija, supruga jednog senatora u vreme Sule, tako se često pojavljivala pred pretorom, koji je predesavao suđenjima, premda je imala advokate koji su je mogli zastupati, da je bila optužena za zlonamerne tužbe (calumnia). Nakon toga donet je edikt koji je zabranjivao ženama da pokreću parnice u tuđe ime, s obrazloženjem da to škodi njihovoj "čednosti" (pudicitia). Primećeno je da, iako su žene često prekorevane zbog navodnog slaboumlja i nepoznavanja prava, pa im je zato bila potrebna zaštita advokata, u stvarnosti su preduzimane mere kako bi se njihov uticaj i efikasnost ograničili. I pored ovog specifičnog ograničenja, postoje brojni primeri žena koje su preduzimale mudre korake u pravnim stvarima tokom pozne republike i principata, uključujući i one koje su iza scene davale naloge svom advokatu.
Emancipovana žena postajala je zakonski samostalna (sui iuris) te je mogla posedovati imovinu i njome raspolagati po svojoj volji. Ako bi otac porodice umro bez oporuke, zakon je nalagao da se imetak ravnopravno podeli među njegovom decom, bez obzira na uzrast i pol. Oporuka koja je predviđala drugačije uslove ili je emancipovala nekog člana porodice bez odgovarajuće pravne procedura mogla se osporiti. Od vremena pozne republike žena koja je nasleđivala jednak deo imovine kao i njena braća postajala bi nezavisna od agnatske kontrole.
Kao i u slučaju maloletnika, emancipovana žena imala je pravnog staratelja (tutor) koji joj je bio dodeljen. Međutim, ona je zadržavala svoju poslovnu sposobnost i jedina starateljeva uloga bila je zapravo davanje formalne saglasnosti na njene postupke. Staratelj se nije mešao u njen privatan život i žena koja je bila sui iuris mogla se udati za koga je želela. Žena je imala i određene zakonske mogućnosti da zameni staratelja koji joj nije bio po volji. U doba cara Avgusta žena koja je stekla tzv. ius liberorum, tj. pravni status koji joj je omogućavala činjenica da je rodila troje dece, bila je oslobođena obaveze da ima staratelja, a car Klaudije zabranio je agnatsko starateljstvo. Uloga starateljstva kao pravnog instituta postepeno je slabila, da bi u 2. veku nove ere čuveni pravnik Gaj rekao da ne vidi nikakvog razloga za takav institut. Hristijanizacija carstva, koja je započela s preobraćenjem cara Konstantina početkom 4. veka, naposletku je donela značajne promene u pravnom položaju žena.

### Bračno pravo
Tokom klasičnog doba rimskog prava nikakva ceremonija nije bila nužna za sklapanje braka, već samo uzajamna volja i dogovor o zajedničkom životu. Bračne ceremonije, ugovori i druge formalnosti služili su samo kao dokaz da se dvoje ljudi doista venčalo. U doba starijeg ili arhajskog rimskog prava bilo je tri vrste braka: confarreatio, koji je sklapao uz simbolično deljenje hleba (panis farreus); coemptio, koji se zasnivao na nekoj vrsti uzajamnog ugovora među supružnicima; te usus, koji je samo ozakonjivao postojeće stanje, odnosno postojeći suživot dvoje ljudi. Brak koji su sklapali patriciji uvek je bio confarreatio, dok su plebejci birali jedan od druga dva tipa. U braku per usum, ako je žena izbivala iz kuće tri dana i tri noći za redom, nije potpadala pod zakonsku vlast supruga.
Oblik braka poznat kao manus bio je uobičajen u doba rane republike (458–274. p. n. e.), ali se nakon toga proredio. U ovoj staroj vrsti braka nevesta je prelazila u ruke (manus) svog supruga, odnosno, prelazila je iz vlasti (potestas) svog oca u muževljevu vlast. Njen miraz i nasledna prava takođe su prelazila u muževljevu porodicu, i svaka imovina koju bi stekla nakon sklapanja braka pripadala je njenom suprugu. Muž je mogao tražiti razvod na temelju ženine preljube, a zabeleženo je i nekoliko slučajeva razvoda usled ženine neplodnosti. Kao brak, manus je predstavljao odnos neravnopravnih; on je značio da će ženini naslednici, ako ona umre bez oporuke, neće biti njena braća i sestre, već njena deca, i to ne zato što je ona njihova majka, nego zato što je zakonski njen položak bio isti kao i položaj koji je zauzimala kćerka njenog muža. Manus je, kao brak, značio da se od žene očekuje da se pokorava svom suprugu u gotovo svim aspektima života.
Ova vrsta braka gotovo se prestala praktikovati do 2. veka p. n. e.., kad su se uslovi sklapanja braka drastično promenili tako da se favorizovala veća samostalnost žena. Takozvani "slobodni" brak nije imao nikakvih posledica na lični status supružnikâ. Slobodni brak obično je sklapalo dvoje rimskih građana ili, pak, građanin i osoba s latinskim građanskim pravima, a u kasnijem razdoblju carstva, uz zvaničnu dozvolu, taj su brak mogli sklopiti i vojnici koji su imali građanska prava sa ženama koje nisu bile građanke. U slobodnom braku žena je svom suprugu donosila miraz; ako bi brak bio razvrgnut bez optužbe za preljubu, muž je morao vratiti veći deo miraza. Zakon je pravio tako jasnu razliku između imovine dvoje supružnika, da ni darovi koje su njih dvoje međusobno razmenjivali nisu bili priznati za poklone: ako su se supružnici razveli ili rastavili, darovatelj je mogao tražiti da mu se njegov dar vrati.

#### Razvod
Razvod je bio zakonski, ali prilično neformalni postupak, koji se uglavnom sastojao u tome da supruga napusti svog muža i uzme natrag svoj miraz. Prema Valeriju Maksimu, razvoda je bilo već 604. p. n. e. ili još ranije, a i Zakoni dvanaest tablica predvižaju mogućnost razvoda. Razvod je bio društveno prihvatljiv ako je izvršen u skladu s tradicijom (mos maiorum). Do Ciceronovog i Cezarovog doba razvod je već bio uobičajena pojava uz koju se nije vezivao nikakav osećaj "srama" i koji je pre bio predmet trača nego javne sramote. Valerije Maksim kaže da je Lucije Anije bio kritikovan zato što se razveo od svoje supruge, a da se nije posavetovao s prijateljima; odnosno, preduzeo je nešto za svoju dobrobit bez razmatranja posledica koje taj čin može imati na njegovu mrežu kontakata (amicitia i clientela). Stoga su ga cenzori 307. p. n. e. izbacili iz senata zbog moralne iskvarenosti.
Međutim, drugi izvori tvrde da je do prvog razloga došlo tek 230. p. n. e., kada se ― kako beleži Dionisije Halikarnašanin ―"Spurije Karvilije, ugledan čovek, prvi razveo od svoje supruge", i to zato što je počinila preljubu. Verovatno se radilo o Spuriju Karviliju Maksimu Rugi, koji je bio konzul 234. i 228. p. n. e. Međutim, podaci koje donose antički izvori dosta su zbrkani.
U klasično doba rimskog prava, tj. u vreme pozne republike i principata, muškarac ili žena mogli su razvrgnuti brak jednostavno zato što su tako želeli, i nikakav dodatni razlog nije bio potreban. Budući da je i imovina tokom samog braka bila odvojena, razvod "slobodnog" braka bio je brlo jednostavan postupak.

#### Ponovna udaja
Slučajevi sklapanja novog braka nisu bili retki među rimskom elitom. Za pripadnike aristokratije nije bilo neuobičajeno da nakon smrt supružnika udovac ili udovica vrlo brzo stupe u novi brak. Premda nikakva zakonska ograničenja nisu postojala, ipak je bilo uobičajeno da žena sačeka deset meseci pre no što se eventualno ponovo uda. Period od deset meseci možda je uveden zbog eventualne trudnoće: ako je žena zatrudnela nedugo pre muževljeve smrti, desetomesečni period osigurava da neće biti nikakvih problema oko utvrđivanja očinstva, što bi moglo uticati na detetov društveni status i pravo nasleđivanja. Nije bilo zakona koji bi trudnicama zabranjivao udaju i ima nekoliko poznatih primera: Avgust se oženio Livijom kad je ona nosila dete svog bivšeg muža, a kolegij pontifika presudio je da je taj brak dozvoljen pod uslovom da se prvo utvrdio detetov otac. Livijin bivši muž čak je i prisustvovao njenom venčanju s Avgustom.
Budući da su se brakovi među pripadnicima viših slojeva često sklapali iz političkih ili imovinskih razloga, udovica ili razvedena žena koja je bila imućna ili politički važna nije se sretala gotovo ni sa kakvim preprekama prilikom ponovne udaje. Bilo je daleko verovatnije da će ona biti zakonski emancipovana nego neka nevesta koja prvi put stupa u brak, kao i da će imati uticaja na izbor svog novog supruga. Brakovi Fulvije, koja je zapovedala vojskom tokom poslednjeg građanskog rata u rimskoj republici i koja je bila prva Rimljanka čiji je lik bio predstavljen na novcu, verovatno su odslikavali njene vlastite političke naklonosti i ambicije: prvo se udala za istaknutog populara Publija Klodija Pulhera, koji je ubijen na ulici nakon dugog političkog sukoba s Ciceronom, zatim za Skribonija Kuriona, koji je ideološki bio manje postojan i koji je u trenutku svoje smrti već bio prešao na stranu Julija Cezara, i naposletku za Marka Antonija, poslednjeg protivnika oligarhijske republike i suparnika prvog rimskog cara.
Grčki istoričar Plutarh nagoveštava da je drugo venčanje kod Rimljana verovatno bilo skromnije od prvog, budući da bi udovica još uvek osećala nedostatak svog pokojnog supruga, a razvedena žena bi trebalo da oseća stid. Međutim, premda su okolnosti razvoda mogle biti sramotne i ideal je bio ostati zauvek u braku s istom osobom, nije bilo neke opšte osude ponovnog stupanja u brak; naprotiv, biti u braku smatralo se ispravnim i željenim stanjem za svaku odraslu osobu, i muškarca i ženu. Katon Mlađi, koji se predstavljao sledbenikom svog imenjaka, Katona Starijeg, dopustio je svojoj trudnoj supruzi Marciji da se razvede od njega i uda se za Kvinta Hortenzija, pošto je odbio da za ovog šezdesetogodišnjaka uda svoju mladu kćerku. Kad je Marcija ostala udovica i nasledila veliko bogatstvo, Katon se ponovo oženio njome na ceremoniji koja je bila daleko manje formalna od uobičajene. Ženama su se, međutim, ponekad izrugivali ako su se udavale previše često ili iz zle namere, posebno ako se moglo implicirati da su bile motivisane seksualnim željama i taštinom..

#### Vanbračna zajednica
Prema rimskom zakonu, konkubina je bila žena koja je živela u stabilnoj monogamnoj vezi s muškarcem koji nije bio njen suprug.  S položajem konkubine nije se povezivala nikakva sramota, a konkubina je naposletku mogla postati supruga. U konkubinatu partneri su međusobno mogli razmenjivati poklone, za razliku od braka, gde se održavala stroža podela imovine između dvoje supružnika.
Muškarac i žena obično su se opredeljivali za život u vanbračnoj zajednici onda kad je njihov nejednak društveni status predstavljao prepreku za sklapanje braka: na primer, čovek iz senatorskog staleža i žena koja se nalazila na nižem stupnju društvene lestvice, kao što je bivša robinja ili žena koja dolazi iz neugledne siromašne porodice ili se bavila prostitucijom. Muškarac i žena koji nisu imali pravo na zakoniti oblik braka poznat kao conubium takođe su mogli stupiti u vanbračnu zajednicu, a isti je slučaj bio, na primer, sa ženom iz viih društvenih slojeva koja je volela muškarca nižeg socijalnog statusa. Konkubinat se od braka razlikovao prvenstveno po statusu dece koja bi se rodila u takoj vezi. U konkubinatu deca su nasleđivala majčin socijalni status, a ne očev, kako je bilo uobičajeno u braku.

#### Nasilje u porodici
Rimski zakon nije muškarcu dopuštao nikakvo nasilje prema supruzi, ali kako što je slučaj sa svim krivičnim delima, može se pretpostaviti da zakoni protiv nasilja u porodici nisu značili da se takvo nasilje nije dešavalo. Prema Plutarhu, Katon Stariji je izjavio "da je čovek koji je udario svoju suprugu ili dete svoje nasilne ruke spustio na nešto najsvetije, a takođe je mislio da je više vredno hvale biti dobar muž nego dobar senator". Premda današnji pojmovi dobrog odnosa između muža i žene cene druge stvari, u doba rimske republike od uglednog se čoveka očekivalo da se prema supruzi odnosi ljubazno i da sebe smatra dobrim mužem. Ako je muž tukao ženu, to je predstavljalo dovoljan razlog za razvod braka i pokretanje drugih zakonskih postupaka protiv njega.
Porodično nasilje spominje se u istorijskim izvorima uglavnom onda kad uključuje šokantna preterivanja među višim društvenim slojevima. Car Neron navadno je dao ubiti svoju prvu suprugu (i rođakinju), Klaudiju Oktaviju, nakon što ju je prvo utamničio i podvrgao mučenju. Neron se tad oženio svojom trudnom ljubavnicom, Popejom Sabinom, koju je usmrtio šutirajući je nakon što ga je ona iskritikovala. Neki današnji istoričari veruju da je Popeja umrla zbog pobačaja ili na porođaju i da je priča o njenom ubistvu smišljena da bi se ocrnio Neron. Omraženi car Komod takođe je navodno ubio i suprugu i svoju sestru.

### Žena kao majka
Od rimskih supruga očekivalo se da rađaju decu, no pripadnice elite, naviknute na određeni stupanj samostalnosti, sve su se manje želele posvetiti tradicionalnom materinstvu. Do 1. veka p. n. e.. pripadnice elite uglavnom su izbegavale dojiti bebe i unajmljivale su dojilje. Ta je praksa postojala već početkom 2. veka p. n. e.., kad rimski komediograf Plaut u usput spominje dojilje. Budući da se majčino mleko smatralo najboljim za bebu, žene iz viših slojeva mogle su ipak odlučiti da će svoju bebu same dojiti, osim ako ih neki fizički razlozi nisu u tome sprečavali. Ako je žena odabrala da neće sama dojiti bebu, mogla je posetiti Mlečni stub (Columna lactaria), gde su siromašni roditelji mogli od dojilja dobiti mleko za svoje bebe, a oni koji su to sebi mogli priuštiti, mogli su i unajmiti dojilju. Licinija, supruga Katona Starijeg (umro 149. p. n. e.) ne samo što je dojila vlastitog sina, nego je ponekad dojila u bebe svojih robova, kako bi među njima podstakla "bratsku ljubav". Do vremena Tacita (umro 117. g. n. e.) praksa u kojoj pripadnice elite same doje svoje bebe bila je idealizirana kao jedan od starih dobrih običaja.
Čini se da je teško utvrditi u kojem su stupnju muževi učestvovali u odgoji vrlo male dece. Čini se da su tradicionalisti, kao što je Katon, učestvovali u tom odgoju: Katon je voleo da bude prisutan kad je njegova supruga kupala i povijala njihovu bebu.
Velike porodice nisu bile uobičajene među rimskom elitom već u doba pozne republike (146–30. p. n. e.); porodica Publija Klodija Pulhera, koji je imao najmanje tri sestre i dva brata, smatrala se neuobičajeno velikom. Natalitet je među rimskom elitom toliko opao, da je prvi rimski car Avgust (vladao 30–14. n. e.) doneo niz zakona s ciljem povećanja nataliteta, uključujući i dodeljivanje posebnih počasti ženama koje rode najmanje troje dece (tzv. [[ius trium liberorum). One koje su bile neudate, razvedene, udovice ili neplodne nisu mogle naslediti imovinu osim ako nisu poimence spomenute u oporuci.
Rimljanke nisu bile cenjene samo zbog broja dece koju su rodile, nago i za ulogu koju su igrale u njihovom obrazovanju i odgoju koji ih je pripremao da postanu dobri građani. Da bi uspešno odgodila svoju decu, uzorita je rimska majka morala i sama biti dobro obrazovana.
Jedna od Rimljanki koje su bile znamenite po svojoj snazi i uticaju koji su izvršile kao majke bila je Kornelija, majka braće Garkha. Julije Cezar, čiji je otac umro još dok je on bio dete, održavao je prisan odnos sa svojom majkom, Aurelijom, čija je politička snaga bila idigrala odlučujuću ulogu u spašavanju njenog osamnaestogodišnjeg sina od pogubljenja tokom Sulinih proskripcija.

## Svakodnevni život
Pripadnice elite morale su upravljati velikim i kompleksnim domaćinstvom. Budući da su bogati parovi često imali više kuća i seoskih imanja, s desecima i čak stotinama robova, od kojih su neki bili obrazovani i visoko kvalifikovani, ta je odgovornost bila jednaka upravljanju omanjom korporacijom. Uz društveno-politički značaj dočekivanja gostiju, klijenata i uglednih posetilaca iz inostranstva, muž je svoje jutarnje sastanke (salutatio) držao kod kuće. Kuća (domus) bila je i središte porodičnog društvenog identiteta, i u njenom atriju (atrium) bili su izloženi porteti predaka (imagines). Budući da su ambiciozni ljudi iz plemenitih porodica često odsustvovali od kuće i nalazili se na vojnom pohodu ili su vršili neku državnu funkciju u provincijama, ponekad i u periodu od nekoliko godina, upravljanje porodičnom imovinom i poslovima često je bilo ostavljeno njihovim suprugama; na primer, dok je Julije Cezar izbivao iz Rima tokom 50-ih godina pne., Cezarova supruga Kalpurnija Pizonis bila je odgovorna za vođenje njegovih poslova. Kad je Avgust 8. godine nove ere prognao Ovidija, jednog od najvećih rimskih pesnika, Ovidijeva supruga iskoristila je svoje društvene veze i pravne manevre kako bi sačuvala porodični imetak, od koga je zavisio njihov život. U pesmama koje je napisao tokom izgnanstva Ovidije izražava svoju ljubav i divljenje prema svojoj supruzi. Štedljivost, škrtost i strogost smatrane su vrlinama koje jedna uzorna matrona treba da poseduje.
Jedan od najvažnijih ženinih zadataka u velikom domaćinstvu bio je da nadgleda izradu odeće. Nekada davno predenje vune bila je jedna od glavnih kućevnih delatnosti i označavala je samodovoljnost jedne porodice, budući da se vuna proizvodila na njenom imanju. Čak i u gradu vuna je često bila simbol ženinih dužnosti, i oruđe za predenje vune često se pojavljuje na nadgrobnim spomenicima kako bi se pokazalo da je žena koja je tu pokopana bila dobra i časna matrona. Čak i od žena iz viših društvenih slojeva očekivalo se da budu vične predenju i tkanju, po plemenitom uzoru svojih jednostavnih predaka; te se prakse, na primer, gotovo na teatralan način pridržavala Livija.

### Poslovi
"Jedno od najčudnijih obeležja tog doba", primetio je francuski klasični filolog Gaston Boissier, "jeste to što se čini da su žene bile uključene u vođenje poslova i tržišne spekulacije isto kao i muškarci. One upravljaju imanjima, investiraju novac, daju i uzimaju zajmove. Među Ciceronovim poveriocima nalazimo jednu ženu, a među njegovim dužnicima njih dve". Prema žene nisu mogle vršite zvanične državne funkcije, mogle su se baviti biznisom.
Čak ni bogate žene nisu sedele skrštenih ruku i uživale u besposlenosti. U višim slojevima i muškarci i žene davali su novac na zajam ljudima iz istog staleža, koji tako nisu morali ići lihvaru. Kad je Plinije Mlađi razmišljao o tome da kupi jedno imanje, uračunao je kao garanciju i zajam od svoje svekrve. Žene su finansirale i javne radove, kao što se vidi na mnogim natpisima iz carskog perioda. Polita, koja se pojavljuje u Pionijevom mučeništu, posedovala je imanja u Aziji, a natpisi spominju njenu darežljivost koju je ispoljila kad je finansirala obnovu vežbališta u Sardu.
Pošto su žene mogle posedovati imovinu, mogle su se baviti istim poslovnim transakcijama i upravljačkim praksama kao i svi drugi zemljoposednici. Kao i muškarci, i žene su, kako se čini, upravljale robovima na različite načine, u rasponu od relativne brige, preko nemara, pa sve do otvorenog nasilja. Tokom prvog ustanka robova, Megaliju i njenog supruga Damofila ubili su robovi zbog njihove okrutnosti, ali su kćerku, koja je prema robovima postupala ljubazno, poštedeli i omogućili joj da otplovi sa Sicilije zajedno s njenom naoružanom pratnjom.
Za razliku od zemljoradnje, trgovina nije smatrana zanimanjem dostojnim čoveka senatorskog staleža. Prema Ciceronu, trgovac treba da kupi zemlju ako želi steći ugled. Međutim, stanovišta su se promenila tokom carstva, a Klaudije je doneo zakone kojima su se pripadnici viših slojeva ohrabrivali da se upuste u pomorsku trgovinu i brodogradnju. Poznato je da su i žene iz viših slojeva posedovale poslovne korporacije i njima upravljale.
U rimskoj književnosti, koja je pisana za elitu i koju je uglavnom elita i čitala, nema mnogo podataka o trgovini i zanatstvu, no pogrebni natpisi ponekad beleže zanimanje pokojnika, uključujući i žene. Zna se da su žene posedovale fabrike opeke i njima upravljale. Žena je mogla steći veštine potrebne da pomogne u poslu svom suprugu ili da upravlja nekim aspektima njegovog posla. Artemida, koja se bavila pozlaćivanjem, bila je udata za Dionizija, koji je proizvodio kacige, kako pokazuje jedna tablica s kletvom, na kojoj se moli za uništenje njihovog doma, radionice, posla i života. Položaj običnih žena koje su se bavile biznisom bio je, izgleda, smatran izuzetnim. Zakoni donošeni tokom carskog perioda imali su za cilj kažnjavanje žena za preljubu, ali su od sudskog gonjenja bile izuete one one "koje vode neki posao ili radionicu".
Neka od tipičnih zanimanja rimskih žena bila su, na primer, dojilja, glumica, plesačica ili akrobata, prostitutka i porodilja ― od kojih nisu sva, dakako, bila podjednako ugledna. Prostitutke, plesačice i glumice, na primer, bile su stigmatizovane kao infames, odnosno kao ljudi koji su imali malo pravnih mehanizama zaštite čak i kad su bili slobodni. Natpisi ukazuju na to da su dojilje (nutrices) bile vrlo ponosne na svoje zanimanje. Žene su mogle biti i pisari, sekretarice, uključujući i "devojke obučene za lepo pisanje", tj. za kaligrafiju. Plinije Stariji donosi popis žena umetnica i njihovih slika.
Većina Rimljana živela je u stambenim višespratnicama (insulae), a u onim u kojima su živele plebejske porodice i stranci obično nije bilo kuhinje. To je značilo cvetanje radionica za pripremu gotove hrane. Većina siromašnih Rimljana, i muškaraca i žena, i mladih i starih, zarađivala je za život svojim vlastitim radom.

### Politički život
Žene nisu mogle vršiti političke funkcije niti služiti u vojsci, ali mitološke konstrukcije Rimske republike priznavale su primere ženskog patriotizma, vrline i požrtvovanosti i istovremeno kritikovale primere njihovog samoživog i izdajničkog ponašanja. O uticaju žena na politički život pozne republike istoričar Ronald Syme primećuje:

Izopštene iz javnog života, ali opremljene društvenim prestižom svoje porodice ili muža, kćerke nobila koristile su stvarnu i tajnu moć koja dolazi s uticajem. One postižu više od prosečnog senatora i gotovo isto ono što može postići bivši konzul tihim vršenjem svog "autoriteta" (auctoritas) u grupi sebi ravnih ljudi ― i one su svakako prethodnica moćnih princeza iz dinastije Julijevaca i Klaudijevaca.

Tokom građanskih ratova koji su doveli do propasti republike Apijan izveštava o heroizmu ženâ koje su spašavale svoje muževe. Jedan epitaf poznat kao Laudatio Turiae sadrži posnrtnu pohvalu koju muž upućuje svojoj supruzi, koja je tokom građanskog rata nakon Cezarove smrti ugrozila vlastiti život i odrekla se svog nakita da bi pomogla suprugu koji se nalazio u izgnanstvu. Oboje su preživeli to nemirno doba i potom dugo uživali u svom braku. Porcija, kći Katona Mlađeg i supruga Marka Junija Bruta, Cezarovog atentatora, doživela je ne tako srećan, ali zato, gledano očima onog vremena, herojski kraj: nakon propasti republike počinila je samoubistvo, upravo kao i njen otac.
S usponom Avgusta na vlast u poslednjim decenijama 1. veka p. n. e.. smanjila se moć rimskih magistrata i tradicionalne oligarhije, ali mogućnost da žene, oslobođenici i robovi vrše svoj uticaj u potaji time nisu bile smanjenje, pa se čak može reći i da su se povećale.
Jedna od znamenitih žena bila je Livija Druzila Avgusta (58. p. n. e. – 29. n.e.), supruga cara Avgusta i najmoćnija žena ranog rimskog carstva, koja je nekoliko puta vršila dužnost regentice i uvek bila odana Avgustova savetnica. Neke žene iz carske porodice, kao što je Agripina Mlađa, Livijina praunuka i Kaligulina sestra, stekle su politički uticaj i veliki značaj u javnosti.
Žene su učestvovale i u pokušajima da se svrgnu carevi za koje se smatralo da zloupotrebljavaju svoju moć. Ubrzo nakon što je umrla Kaligulina sestra Druzila, njen udovac Marko Emilije Lepid i njene sestre Agripina Mlađa i Livila sklopile su zaveru s ciljem da svrgnu Kaligulu s prestola. Zavera je otkrivena, pa je Lepid bio pogubljen, a Agripina i Livija poslate u izgnanstvo, iz koga su se vratile tek kad je njihov ujak Klaudije stupio na presto nakon što je Kaligula ubijen 41. godine.
Žene su ponekad pokretali i manje plemeniti motivi. Klaudijeva treća supruga, Valerija Mesalina, sklopila je s Gajem Silijem zaveru s ciljem svrgavanja svog muža i s nadom da će se na vlast doći ona sama i njen ljubavnik.
Tacit je proslavio Epihariju, koja je učestvovala u Pizonovoj zaveri i tom prilikom pokušala da pridobije podršku rimske mornarice, ali je umesto toga bila uhapšena. Kad je zavera bila otkrivena, ona je odbila otkriti bilo šta, pa čak i nakon što je bila podvrgnuta mučenju, za razliku od senatora, koji nisu ni bili stavljeni na muke, a ipak su požurili da ispričaju sve što su znali. Tacit hvali i Egnaciju Maksimilu jer je žrtvovala svoje bogatstvo da bi se uz svog nevinog supruga suprotstavila Neronu.

### Religija
Žene su prisustvovale većini rimskih festivala i verskih kultnih obreda. Na nekim ritualima prisustvo žena bilo je obavezno, premda je njihovo učešće moglo biti ograničeno. Po pravilu, žene nisu vršile prinošenje životinjskih žrtvi, što je bio središnji obred u većini javnih ceremonija, premda se tu manje radilo o zabrani, a više o tome da su sveštenici rimske državne religije najvećim delom bili muškarci. Neki kultni obredi bili su rezervisani samo za žene, na primer obredi u čast Dobre Boginje (Bona Dea).
Sveštenice su igrale istaknutu i važnu ulogu u državnoj rimskoj religiji. Premda je državnih kolegija muških svetštenika bilo daleko više, šest žena koje su činile kolegij Vestalki bile su jedino "profesionalno sveštenstvo s punim radnim vremenom" u Rimu. Latinska reč za seštenika, bilo muškarca bilo ženu, glasi sacerdos (u množini: sacerdotes). Za žene koje obavljaju religijske dužnosti upotrebvljavaju se nazivi sacerdos, često u vezi s nekim božanstvom ili hramom, npr. sacerdos Cereris ili Cerealis (= "sveštenica Cerere", što je pozicija koju muškarci nikad nisu držali); zatim magistra (= "učiteljica", tj. visoka sveštenica koja je stručna za religijska pitanja); te ministra (= "pomoćnica", posebno ona koja služi nekom božanstvu). Magistra ili ministra bila je odgovorna za redovno vršenje obreda u okviru kulta određenog božanstva. Većina informacija o ovim svešteničkim dužnostima dobija se s epitafa, na kojima se, međutim, često ne navodi kakav je bio bračni status žene..
Vestalke su zauzimale posebno istaknuti položaj u rimskoj religiji, te specijalan status i privilegije u društvu, a mogle su vršiti i nemali uticaj na političke događaje. Takođe su mogle steći "znatno bogatstvo". Nakon preuzimanja dužnosti Vestalja je bila emancipovana od očeve vlasti. U arhajskom rimskom društvu Vestalke su bile jedine žene koje nisu bile pod zakonskim starateljstvom nekog muškarca i odgovarale su jedino vrhovnom svešteniku (pontifex maximus). Vestalke su se morale zavetovati na devičanstvo, što ih je oslobađalo tradicionalne obaveze da se udaju i rađaju decu, ali je i kazna u slučaju kršenja tog zaveta bila vrlo stroga: Vestalka koja je oskrnavila svoj položaj bila bi živa sahranjena. Vestalke su tako uživale nezavisnost koja je bila postavljena u odnosu prema zabranama koje su im bile nametnute. Osim što su vršile određene verske obrede, Vestalke su, makar simbolično, učestvovale u svakom zvaničnom ritualu žrtvovanja, budući da su bile odgovorne za pripremanje smese neophodne žrtvu (mola salsa). Vestalke su, kako se čini, zadržale svoj religijski i društveni ugled sve do kraja 4. veka nove ere, kad su hrišćanski carevi ukinuli taj sveštenički red.
Neke svešteničke dužnosti obavljali su zajedno bračni parovi. Flamen Dialis, visoki sveštenik Jupiterov, morao je biti u braku da bi obavljao tu dužnost; njegova supruga, Flaminica Dialis, imala je vlastitu svešteničku odeću i, kao i njen muž, bila je podložna određenim, dosta nejasnim magijsko-religijskim ograničenjima. Flaminica Dialis možda je predstavljala izuzetak po tome što je, iako žena, obavljala i životinjska žrtvovanja; ona je Jupiteru prinosila ovna na svake nundinae, što je bio osmodnevni ciklus koji se može uporediti s današnjom sedmodnevnom nedeljom. Njih dvoje nisu se smeli razvesti, a ako bi flaminica umrla, flamen je morao napustiti svoj sveštenički položaj.
Kao i flaminica Dialis, i regina sacrorum (= "kraljica svetih obreda") nosila je posebnu odeću i vršila životinjska žrtvovanja, budući da je svakog prvog dana u mesecu prinosila Junoni krmaču ili žensko janje. Imena nekih kraljica sacrorum zabeležena su na natpisima. Regina je bila supruga "kralja svetih obreda" (rex sacrorum), koji se nalazio na drevnom svešteničkom položaju i u najstarije doba imao je veći prestiž i od vrhovnog sveštenika.
Ove visoke javne dužnosti koje su obavljale žene protivreče uvreženom shvatanju da su žene u starom Rimu učestvovale samo u privatnim ili kućnim verskim obredima. Dvostruki muško-ženski sveštenički položaji možda odslikavaju tendenciju Rimljana da u religijskoj sferi pronađu neku vrstu rodne ravnoteže; većina božanskih moći predstavljena je i muškim i ženskim božanstvom, kako se vidi po parovima kao što je Liber i Libera. Dvanaest glavnih božanstava činilo je šest muško-ženskih parova, a rimska religija odmakla se od indoevropske tradicije po tome što je u vrhovnu trijadu uz Jupitera uvrstila dve boginje ― Junonu i Minervu. Ta se trijada "nalazila u samom središtu rimske religije".
Od razdoblja srednje republike (274–147. p. n. e.) grad Rim je sve više obeležen verskom raznolikošću. U mnogim religijama koje nisu pripadale najstarijem rimskom državnom kultu vodeću su ulogu zauzele žene, među njima i u kultu Izide i Velike Majke (Magna Mater). Na jednom epitafu nalazi se izraz sacerdos maxima, koji se odnosi na ženu koja je obavljala dužnost vrhovne sveštenice u hramu Velike Majke blizu današje Bazilike sv. Petra.
Privatni verski obredi, makar su slabije dokumentovani od državnih, takođe su se ticali nekih aspekata života vezanih samo za žene. U doba kad je smrtnost dece dostizala i stopu od 40 posto, tražena je pomoć bogova u opasnom trenutku porođaja i kod brige za novorođenče. Molitve su upućivane Junoni, Dijani, Lucini, bogovima porođaja (dii nixi) i celom nizu manjih božanstava povezanih s porođajem i detinjstvom.
Rimsk pisci, svi odreda muškarci, na različite načine opisuju religioznost žena: neki predstavljaju žene kao uzore rimske vrline i odanost, ali, zbog ženskog temperamenta, i kao sklone preteranom verskom žaru, magiji i praznoverju. Niti je "privatno" bilo isto što i "tajno": Rimljanima su bili sumnjičavi prema tajnim verskim obredima, a Ciceron upozorava da žene ne treba da noću prinose žrtve, osim onih koje su u kultu predviđene da se vrše pro populo, tj. u ime rimskog naroda i za javno dobro.

### Društveni život
Rimljanke nisu bile ograničena na život u kući, kakav je bio slučaj s Atinjankama u arhajskom i klasičnom razdoblju stare Grčke. Imućne žene kretale su se po gradu u nosiljkama koje su nosili robovi. Žene su svaki dan izlazile na ulicu da bi se srele sa svojim prijateljicama, prisustvovale verskim obredima u hramovima i posetile javna kupatila. Najbogatije porodice imale su kupatilo u kući, ali većina ljudi odlazila je u javne terme ne samo na kupanje, nego i radi druženja, budući da su se u većim kompleksima termi nudile raznovrsne usluge i mogućnosti za bavljenje raznovrsnim rekreaktivnim aktivnostima, a ni neobavezni seks nije bio isključen. Jedno od najtežih pitanja vezanih za rimski društveni život jeste to da li su se pripadnici oba pola zajedno kupali. Dostupni podaci ukazuju na to da su se, do vremena pozne republike, žene obično kupale u posebnom krilu ili u posebnoj zgradi, odnosno da su za muškarce i žene bili rezervisani posebni vremenski termini. No, postoje i jasni dokazi da je od vremena pozne republike, pa sve do uspona hrišćansktva u doba poznog carstva praktikovano i zajedničko kupanje. Neki ispitivači misle da su se s muškarcima kupale samo žene iz nižih društvenih slojeva i one sumnjivog zanimanja, kao što su zabavljačice i prostitutke, no Kliment Aleksandrijski primećuje da se u javnim kupatilima mogu videti žene iz najviših društvenih slojeva. Car Hadrijan zabranio je zajedničko kupanje, ali čini se da ta zabrana nije dugo opstala. Praksa je verovatno bila različita u različitim vremenskim periodima, gradovima te samim kupatilima, pa su žene mogle i same odabrati hoće li se kupati zajedno s muškarcima ili ne.
Za zabavu Rimljanke su mogle pohađati rasprave na Forumu, javne igre (ludi), utrke dvokolica i predstave u teatru. Od vremena pozne republike žene su redovno prisustvovali večernjim gozbama, premda ranije žene u jednom domaćinstvu obedovale izdvojeno od muškaraca. Konzertvativni Rimljani kao Katon Stariji (234–149. p. n. e.) smatrali su nepristojnim da žene uzmu aktivnog učešća u javnom životu; njegove žalbe ukazuju na to da su u praksi neke žene doista javno izražavale svoje mišljenje u vezi s državnim poslovima.
Rimski vojskovođe ponekad bi u vojni pohod sa sobom poveli i svoje supruge, premda se to pokušavalo obeshrabriti. Kaligulina majka Agripina Starija često je svog supruga Germanika pratila na njegovim pohodima u severnoj Germaniji, pa se zbog toga i budući car Klaudije rodio u Galiji. Imućne žene mogle su proputovati celo carstvo i često su prisustvovale verskim ceremonijama i religijski značajnim mestima širom carstva. Leti su imućne žene iz Rima odlazile na selo, kad bi u gradu postalo previše vruće.

### Odeća i kozmetika
Rimljanke su mnogo pazile na svoj izgled, premda se na ekstravaganciju nije gledalo s odobravanjem. Ukrašavale su se kozmetičkim sredstvima i spravljale različite preparate za kožu. Ovidije je čak napisao pesmu pod naslovom Kozmetika lica (De medicamine faciei) o ispravnom nanošenju šminke. Za beljenje lica žene su koristile belu kredu ili arsenik, a da bi dodale boju obrazima upotrebljavale su ruž napravljen od olova ili karamina; olovo su koristile i za isticanje očiju. Provodile su puno vremena u nameštanju frizure i kosu su često farbale u crno, crveno ili plavo. Redovno su nosile i perike.
Od odeće, gospođe (matrone) obično su nosile dve jednostavne tunike i preko njih plašt koji se zvao stola. Stola je bila dugačka bela haljina s kopčama na ramenima i pojasom oko struka, a padala je sve do stopala. Imućne žene svoju su stolu mogle dodatno ukrasiti. Kad je izlazila iz kuće, žena je preko stole nosila palu (palla), koja je bila prikopčana na ramenu. Devojke, kojima nije bilo dopušteno nositi stolu, oblačile su tunike. Prostitutke i preljubnice nosile su mušku togu. Imućne su Rimljanke nosile nakit od smaragda, akvamarina i opala, između ostalog minđuše, ogrlice, prstenje, a ponekad i bisere ušivene u cipele i odeću.
Nakon rimskog poraza u kod Kane ekonomska kriza dovela je 215. p. n. e. do usvajanja Opijevog zakona (lex Oppia), čiji je cilj bio da se ograniči privatno i javno rasipništvo. Zakon je postavio ograničenja na posedovanje i pokazivanje zlata i srebra (bilo kao novca bilo kao ukrasa), na nošenje skupocene odeće i na "nepotrebnu" upotrebu kola i nosiljki. Pobedom nad Kartaginom u Rim se slilo ogromno bogatstvo, pa je 195. p. n. e. Opijev zakon bio ponovo razmatran. Tadašnji konzul, Katon Stariji, zalagao se za očuvanje tog zakona: lični etički principi i uzdržljivost očito nisu bile dovoljna kontrola rasipništva i raskoši. Raskoš je mogla prouzrokovati zavist i osećaj sramote kod manje imućnih ljudi, pa je stoga bila uzrok podela u društvu. Rimljanke su, smatrao je Katon, jasno pokazale da njihovi apetiti, kad se jednom iskvare, ne poznaju više nikakve granice i moraju se ukrotiti. Mnogobrojne rimske gospođe nisu se slagale s ovakvim razmišljanjem i svoje su neslaganje javno iskazivale. Opijev je zakon ukinut 193. p. n. e. Ipak, Katonovo protivljenje nije naškodilo njegovoj političkoj karijeri. Kasnije, 42. p. n. e., Rimljanke su, predvođene Hortenzijom, uspešno protestovale protiv zakona koji je trebalo da oporezuje rimske žene, i to koristeći argument da nema poreza bez zastupništva. Jedan od pokazatelja da je došlo do popuštanja ograničenja na raskoš predstavlja i pismo Plinija Mlađeg, upućeno Pompeji Celerini, u kojem se hvali raskoš njene vile.

#### Žensko telo
Na temelju rimske umetnosti i književnosti može se zaključiti da su male grudi i široki bokovi predstavljali idealne karakteristike ženskog tela kakvo su muškarci smatrali primamljivim. Rimska umetnost iz Avgustovog doba pokazuje idealizirane žene kao senzualne i krupne, s punim stomakom i okruglim grudima, koje ne vise. Prostitutke predstavljene u rimskoj erotskoj umetnosti imaju mesnata tela i široke bokove, a grudi im često prekriva strophium (neka vrsta grudnjaka bez bretela), čak i kad im je ostatak tela nag i kad su prikazane u seksualnom činu. Velike grudi su bile ismevane kao smešne i smatrane su znakom starosti. Devojčice su nosile čvrstio stegnut strophium jer se verovalo da će to sprečiti rast grudi, a režim trljanja grudi kukutom započinjao je dok je devojka još bila devica i verovalo se da sprečava opuštanje grudi. U erotskoj umetnosti i književnosti na grudi kao seksualno objekt obraća se relativno mala pažnja; grudi su se uglavnom povezivale s dojenjem novorođenčadi i s ulogom žene kao majke. U trenucima ekstremnih emocionalnih kriza, kao što su žalost za pokojnikom i zarobljeništvo u ratu, žene su mogle obvnažiti svoje grudi, što je bio gest s apotropejskom funkcijom.

### Predački običaji i ljubavna poezija
U doba pozne republike kazne za nedopušteno seksualno ponašanje gotovo se uopšte nisu primenjivale, a pojavio se novi ideal romantičnog odnosa između muškarca i žene. Prkoseći tradiciji muške nadmoći, rimski pesnici iz vremena pozne republike i avgustovog doba proklamovali su spremnost da se potčine "ljubavnom ropstvu" (servitium amoris). Katul je neke od svojih najboljih pesama uputio "Lezbiji", udatoj ženi s kojom je imao ljubavnu aferu i koja se obično identifikuje kao fiktivna Klodija, sestra istaknutog predstavnika populara, Publija Klodija Pulhera. Njihova se veza loše završila, pa se su Katulove izjave ljubavi preokrenule u napade na njene seksualni apetit ― što se slaže s onim što Ciceron govori o Klodijinom ponašanju u svom govoru Za Celija, koji je takođe neprijateljski intoniran prema njoj.
U Ljubavnom umeću Ovidije ide korak dalje te u obliku didaktičke poezije podučava ljude kako da zavedu, zadrže ili prebole ljubavnika. Satiričari kao Juvenal žale se na raspusno ponašanje žena.

### Ginekologija i medicina
Gledišta koja se iznose u Hipokratovom korpusu u vezi sa ženskim telom i njihovim navodnim slabostima nisu bila prikladna za potrebe žena u helenističkom i rimskom razdoblju, kad su žene vodile aktivan život i više učestvovale u planiranju porodice. Ženska fiziologija sve se manje smatrala udaljenom u odnosu na mušku. U starijoj tradiciji seksualni odnos, trudnoća i porođaj bili su ne samo glavni elementi zdravlja žene, nego su smatrani i samom svrhom ženske fiziologije; muškarcima se, s druge strane, savetovalo da budu umereni u svom seksualnom ponašanju, jer će hiperseksualnost prouzrokovati bolesti i umor.
Hipokratsko gledište da je amenoreja fatalna do rimskoj je razdoblja postalo posebno pitanje neplodnosti, i većina rimskih medicinskih pisaca verovala je da do nje dolazi kad se žene upuste u intenzivnu fizičku aktivnost tokom dužeg vremenskog perioda. Uravnotežena ishrana, telesne vežbe i seksualna aktivnost postale su opcije koje su žene mogle birati. Primedba da intenzivna fizička vežba može dovesti do amenoreje nagoveštava da je bilo žena koje su se upuštale u takve režime vežbanja. 
Medicinski pisci rimskog razdoblja smatrali su da telesna vežba ima ulogu u životu žena, i u bolesti i u zdravlju. Soran preporučuje igre loptom, plivanje, šetnju, čitanje naglas, vožnju, te rekreativno putovanje, što treba da podstakne opšte zdravlje. Ispitujući uzroke neželjene trudnoće ovi kasniji medicinski pisci donose i informacije o muškom sterilitetu i ne pretpostavljaju da samo kod žene postoji neki nedostatak.
Hiperseksualnost je trebalo da izbegavaju i žene i muškarci. Uvećani klitoris, kao i preuveličani falus, smatran je znakom preterane seksualnosti. Premda helenistički i rimski pisci o klitoridektomiji govore pre svega kao o "egipatskom" običaju, ginekološki priručnici iz hrišćanskog perioda pozne antike navode da bi se hiperseksualnost mogla lečiti hirurškim putem ili ponovnim porođajem.

## Robinje
Oslobođenice su bile robinje koje su oslobođene postupkom manumisije (manumissio). Oslobođena robinja morala je jedno vreme ostati u službi svog bivšeg gospodara, a uslovi te službe mogli su biti deo prethodnog dogovora o puštanju robinje na slobodu. Bivši gospodar postajao je njen patron. S druge strane, i patron je prema svojim klijentima imao izvesne obaveze, kao što je plaćanje dogovorenih usluga i pružanje pravne pomoći. Odnos između patrona i klijenata bio je jedan od temelja društvene strukture antičkog Rima, a propust da se izvrše očekivane obaveze donosio je prezir i ukor. Oslobođene robinje uglavnom su uživale isti status kao i žene koje su bile rođene slobodne. No, pošto prema rimskom zakonu rob nije imao zakonitog oca, oslobođeni robovi nisu uživali pravo nasleđivanja, osim ako nisu bili imenom spomenuti u oporuci.
Odnos između bivše robinje i njenog patrona mogao je biti komplikovan. Poznat je jedan pravni slučaj, gde je žena po imenu Petronija Justa pokušala dokazati ― bez pismenog dokaza ― da je rođena slobodna. Njena je majka, doduše, bila robinja u domaćinstvu Petronija Stefana i Kalatorije Temije, ali Justa je dokazivala da je ona sama rođena tek kad je njena majka već bila oslobođena manumisijom. Kalatorija, sad već udovica, sa svoje je strane tvrdila da se Justa rodila pre no što joj je majka bila oslobođena te da je i sama bila oslobođena manumisijom, pa stoga svojoj bivšoj gospodarici duguje usluge kakve treba da se pružaju patronu. Kalatorija nije imala pismenih dokaza o navodnoj manumisiji, pa se slučaj morao rešavati samo na temelju iskaza svedoka.
Neobrazovane i nekvalifikovane robinje teško su dobijale slobodu, a ako bi i postale slobodni, imale su malo mogućnosti da sebi osiguraju egzistenciju. Isto tako, oslobođenica koja je prošla kroz obuku i stekla određenu veština mogla je na nekom poslu imati prednost u odnosu na ženu rođenu u slobodnoj siromašnoj porodici.
Status oslobođenih žena, kao i muškaraca, mogao je biti vrlo različit. Antonija Cenis bila je oslobođenica i sekretarica cara Vespazijana, a bila je i njegova konkubina. On je navodno živeo s njom i bio joj veran, ali ona se nije smatrala njegovom suprugom.

## Prostitutke
Žene su se mogle odlučiti na bavljenje prostitucijom da bi sebi obezbedile sredstva za život, ali nisu sve prostitutke bile u mogućnosti da same donesu odluku o tome. Ima nekih pokazatelja da su i robinje koje su se bavile prostitucijom mogle od toga profitirati. Premda se silovanje smatralo zločinom, u slučaju silovanja robinje zakon je predviđao kazne samo "ako je došlo do oštećenja dobara", jer zakon nije priznavao roba kao osobu. Svrha kazne bila je da se vlasnik obešteti za "štetu" koja je naneta njegovoj imovini. Budući da je robinja po rimskom zakonu bila imovina, nije se smatralo zločinom ako je vlasnik prisili na prostituciju. Pre Septimija Severa žene koje bi se upustile u čin koji im je donosio sramotu (infamia) dok su bile robinje, tu su sramotu trpele i nakon što bi bile oslobođene. Ponekad su trgovci, kad bi prodavali robinju, u kupoprodajni ugovor uključivali klauzulu ne serva kako bi sprečili novog vlasnika da je prisiljava na bavljenje prostitucijom.
Prostitucijom se nisu bavile samo robinje i siromašne građanke; prema Svetoniju, kad je Kaligula u carskoj palati otvorio bordel, za prostitutke je uzeo "gospođe i devojke" iz viših društvenih slojeva. Tacit beleži da je tokom jedne Neronove gozbe pretorijanski prefekz Tigelin napunio bordele ženama iz višeg staleža. Prostitucija je mogla biti i kazna, a ne zanimanje; jedan Avgustov zakon predviđao je da se preljubnice mogu osuditi na rad u bordelima kao prostitutke. Taj je zakon ukinut tek 389. godine.

## Literatura
- Abbott, Frank Frost (1912), Society and Politics in Ancient Rome: Essays and Sketches, New York: Charles Scribner's Sons
- Alexander, Michael C. (1990), Trials in the Late Roman Republic, 149–50 BCE, University of Toronto Press
- Assa, Janine (1960), The Great Roman Ladies, New York
- Bauman, Richard A. (1994), Women and Politics in Ancient Rome, Routledge
- Beard, Mary; North, J. A.; Price, S. R. F. (1998). Religions of Rome: A Sourcebook. Cambridge University Press.
- Beesley, A. H. (2009), The Gracchi Marius and Sulla, Book Jungle
- Bingham, Jane (2002), The Usborne Internet-Linked Encyclopedia of The Roman World, Usborne
- Boissier, Gaston (1897), Cicero and his friends: a study of Roman Society in the time of Caesar, London, Архивирано из оригинала 19. 12. 2021. г., Приступљено 25. 03. 2018
- Bonfante, Larissa (1997), „Nursing Mothers in Classical Art”, Naked Truths: Women, Sexuality, and Gender in Classical Art and Archaeology, Routledge
- Burns, Jasper (2007), „Sabina”, Great Women of Imperial Rome: Mothers and Wives of the Caesars, Routledge, стр. 124—140
- Burns, Eva (2002), „Marriage and Sexuality in Republican Rome: A Roman Conjugal Love Story”, The Sleep of Reason: Erotic Experience and Sexual Ethics in Ancient Greece and Rome, University of Chicago Press
- Cameron, Alan (2011), The Last Pagans of Rome, Oxford University Press
- Claasen, Jo-Marie (2009), „Tristia”, A Companion to Ovid, Blackwell
- Clarke, John R. (1998), Looking at Lovemaking: Constructions of Sexuality in Roman Art 100 B.C.–A.D. 250, University of California Press
- Corbeill, Anthony (2004), Nature Embodied: Gesture in Ancient Rome, Princeton University Press
- Crook, John A. (1984), Law and Life of Rome 90 B.C.‒212 A.D., Cornell University Press
- Culham, Phyllis (2004), „Women in the Roman Republic”, The Cambridge Companion to the Roman Republic, Cambridge University Press
- Dickie, Matthew W. (2001), Magic and Magicians in the Greco-Roman World, Routledge
- Dixon, Suzanne (2011), „From Ceremonial to Sexualities: A Survey of Scholarship on Roman Marriage”, A Companion to Families in the Greek and Roman Worlds, Wiley-Blackwell
- Dyson, Stephen L. (2010), Rome: A Living Portrait of an Ancient City, Johns Hopkins University Press
- Edwards, Catharine (1997), „From Unspeakable Professions: Public Performance and Prostitution in Ancient Rome”, Roman Sexualities, Princeton University Press
- Evans-Grubbs, Judith (2002), Women and the Law in the Roman Empire: A Sourcebook on Marriage, Divorce and Law in the Roman Empire, Routledge
- Fagan, Garrett G. (1999), Bathing in Public in the Roman World, University of Michigan Press
- Fagan, Garrett G. (2011), „Violence in Roman Social Relations”, The Oxford Handbook of Social Relations, Oxford University Press
- Faraone, Christopher A.; McClure, Laura K (2008). Prostitutes and Courtesans in the Ancient World. University of Wisconsin Press.
- Farrell, Joseph (2001), Latin Language and Latin Culture, Cambridge University Press
- Ferrero, Guglielmo (1911), „Women and Marriage in Ancient Rome”, The Women of the Caesars, New York: The Century Co., Архивирано из оригинала 30. 06. 2017. г., Приступљено 25. 03. 2018
- Forsythe, Gary (2005), A Critical History of Early Rome: From Prehistory to the First Punic War =, University of California Press
- Fox, Robert Lane (1988), Pagans and Christians, HarperCollins
- Fränkel, Hermann (1956), Ovid: A Poet between Two Worlds, University of California Press
- Fredrick, David (2002), The Roman Gaze: Vision, Power, and the Body, Johns Hopkins University Press
- Frier, Bruce W.; McGinn, Thomas A.J. (2004). A Casebook on Roman Family Law. Oxford University Press: American Philological Association.
- Gardner, Jane F. (1991), Women in Roman Law and Society, Indiana University Press
- Gardner, Jane F. (1999), Family and Familia in Roman Law and Life, Oxford University Press
- Golden, M. (1988), „Did the Ancients Care When Their Children Died?”, Greece & Rome, 35, Cambridge University Press
- Gordon, Arthur Ernest (1983), Illustrated Introduction to Latin Epigraphy, University of California Press
- Hallett, Judith P. (1984), Fathers and Daughters in Roman Society: Women and the Elite Family, Princeton University Press
- Hanson, Ann Ellis (1991), „The Restructuring of Female Physiology at Rome”, Les écoles médicales à Rome: Actes du 2ème Colloque international sur les textes médicaux latins antiques, Lausanne, septembre 1986, Université de Nantes
- Harvey, Brian K. (2005), Roman Lives: Ancient Roman Life as Illustrated by Latin Inscriptions, Focus Publishing/R Pullins & Co
- Hemelrijk, Emily A. (2009), „Women and Sacrifice in the Roman Empire”, Ritual Dynamics and Religious Change in the Roman Empire. Proceedings of the Eighth Workshop of the International Network Impact of Empire (Heidelberg, July 5–7, 2007), Brill
- Hersch, Karen K. (2010), The Roman Wedding: Ritual and Meaning in Antiquity, Cambridge University Press
- Johnston, David (1999), Roman Law in Context, Cambridge University Press
- Johnston, Harold Whetstone (1903), The Private Life of the Romans, Scott, Foresman and Company
- Lefkowitz, Mary R.; Fant, Maureen B. (2005), Women's Life in Greece and Rome: A Source Book in Translation (3 изд.), Johns Hopkins University Press
- Lipka, Michael (2009), Roman Gods: A Conceptual Approach, Brill
- Lundeen, Lesley E. (2006), „In Search of the Etruscan Priestess: A Re-Examination of the hatrencu”, Religion in Republican Italy, Cambridge University Press
- McGinn, Thomas A. (2004), The Economy of Prostitution in the Roman World: A Study of social History and the Brothel, University of Michigan Press
- McGinn, Thomas A. (1998), Prostitution, Sexuality and the Law in Ancient Rome, Oxford University Press
- McDonough, Christopher Michael (1997), Carna, Procra and the Strix on the Kalends of June, 127, Transactions of the American Philological Association
- McLynn, Frank (2009), Marcus Aurelius: A Life, Da Capo Press
- Milnor, Kristina (2009), „Women in Roman Historiography”, The Cambridge Companion to the Roman Historians, Cambridge University Press
- Olson, Kelly (2008), „The Appearance of the Young Roman Girl”, Roman Dress and the Fabrics of Roman Culture, University of Toronto Press
- Parker, Holt N. (1997). „The Teratogenic Grid”. Roman Sexualities. Princeton University Press.
- Pomeroy, Sarah B. (1998), Goddesses, Whores, Wives and Slaves: Women in Classical Antiquity, Schocken Books
- Rawson, Beryl (1986), „The Roman Family”, The Family in Ancient Rome: New Perspectives, Cornell University Press
- Rawson, Beryl (1999), The Roman Family in Italy, Oxford University Press
- Rawson, Beryl (2003), Children and Childhood in Roman Italy, Oxford University Press
- Rawson, Beryl (2010), „Finding Roman Women”, A Companion to the Roman Republic, Blackwell, стр. 124—140
- Richardson, Lawrence (1992), A New Topographical Dictionary of Ancient Rome, Johns Hopkins University Press
- Richlin, Amy (1983), The Garden of Priapus: Sexuality and Aggression in Roman Humor, Oxford University Press
- Rüpke, Jörg (2008), Fasti sacerdotum: A Prosopography of Pagan, Jewish, and Christian Religious Officials in the City of Rome, 300 BCE to CE 499, Oxford University Press
- Saller, Richard (2000), „Status and patronage”, Cambridge Ancient History: The High Empire, A.D. 70–192, Cambridge University Press
- Scheid, John (2003). An Introduction to Roman Religion. Indiana University Press.
- Schilling, Robert (1992). Roman and European Mythologies. University of Chicago Press.
- Schmitt-Pantel, Pauline (1994). A History of Women in the West: From Ancient Goddesses to Christian Saints. 1. Harvard University Press.
- Schultz, Celia E. (2006). Women's Religious Activity in the Roman Republic. 1. University of North Carolina Press.
- Sherwin-White, Bruce W. (1979). Roman Citizenship. Oxford University Press.
- Skinner, Marilyn B. (1997). „Introduction”. Roman Sexualities. Princeton University Press.
- Stanley-Spaeth, Barbette (1996). The Roman Goddess Ceres. University of Texas Press.
- Staples, Ariadne (1998). From Good Goddess to Vestal Virgins: Sex and Category in Roman Religion. Routledge.
- Syme, Ronald (1964). Sallust. University of California Press.
- Tatum, W. Jeffrey (1999). The Patrician Tribune: Publius Clodius Pulcher. University of North Carolina Press.
- Thomas, Yan (1991), „The Division of the Sexes in Roman Law”, A History of Women from Ancient Goddesses to Christian Saints, Harvard University Press
- Treggiari, Susan (1991), Roman Marriage: Iusti Coniuges from the Time of Cicero to the Time of Ulpian, Oxford University Press
- Warrior, Valerie M. (2006), Livy: The History of Rome, Books 1-5, Indianapolis
- Watson, Alan (1995), The Spirit of Roman Law, University of Georgia Press

## Spoljašnje veze
- Dr. Susan Martin, Private Lives and Public Personae, 1997.
- WomenintheAncientWorld.com (2005).
- Moya K. Mason, Ancient Roman Women: A Look at their Lives. Esej o životu žena u Rimu.
- "Wife-beating in Ancient Rome" Архивирано на веб-сајту  (17. мај 2008): članak Joy Connolly na TLS, 9. april 2008.
- "An etext version of: Ferrero, Guglielmo. "Women and Marriage in Ancient Rome." The Women of the Caesars. The Century Co.; New York, 1911. This edition was created by Jone Johnson Lewis, 2003."